# (9866) Kanaimitsuo
(9866) Kanaimitsuo (1991 TV4) – planetoida z pasa głównego asteroid okrążająca Słońce w ciągu 3,2 lat w średniej odległości 2,17 j.a. Odkryta 15 października 1991 roku.